# 富贵浮云 (迷你剧)
《富贵浮云》（英語：Aristocrats）是一部1999年电视剧，根据史黛拉·蒂爾亞所写的传记体文学改編，故事背景是18世紀的英格蘭，講述貴族家庭倫諾克斯五姊妹的生平。本剧由六集构成，每集50分钟，1999年6月22日开始首播于BBC，本剧由英、美、爱爾蘭合製。

## DVD
《富貴浮雲》的1區DVD於2006年8月8日發行，包含三片DVD。香港版3區DVD於2004年6月3日發行，包含兩片DVD，現已絕版。臺灣則於一套《BBC古典戲劇系列套裝一》DVD合輯中發行。